# Erdogan Atalaj
Erdogan Atalaj (22. septembar 1966, Hanover) je nemački glumac turskog porekla.
Karijeru je počeo glumeći u seriji „Aladin i čarobna lampa“ u nacionalnom pozorištu u Hanoveru, ali se najviše proslavio glumeći glavnog lika u seriji Kobra.
Oženjen je i ima ćerku.